# Elecciones generales de Puerto Rico de 2012
Se realizaron elecciones generales en Puerto Rico el 6 de noviembre de 2012. Alejandro García Padilla del Partido Popular Democrático fue elegido como gobernador y al mismo tiempo el Partido Popular Democrático de Puerto Rico ganó la mayoría de los escaños en la Cámara de Representantes de Puerto Rico y en el Senado de Puerto Rico.

## Contexto
Las elecciones del 2012 se caracterizan por ser las decimosextas (16.as) realizadas luego del establecimiento de la Constitución de Puerto Rico de 1952, la cual se caracteriza por la institucionalización del Senado de Puerto Rico con 27 miembros y la Cámara de Representantes de Puerto Rico de 51 miembros, además del sistema de acumulación en la elección de los parlamentarios y de representación a minorías.